# Levico Terme
Levico Terme (en allemand : Löweneck ) est une commune d'environ 8 000 habitants située dans la province autonome de Trente dans la région du Trentin-Haut-Adige dans le nord-est de l'Italie.
Le village est connu en Italie pour ses thermes.

## Géographie
Levico Terme est situé, à une altitude de 506 mètres, sur un cône formé par les alluvions du Rio Maggiore, émissaire du lac de Levico d’où naît le fleuve Brenta. La cité se trouve sur la route nationale SS47, à 20 km de Trente.

## Parc de Levico

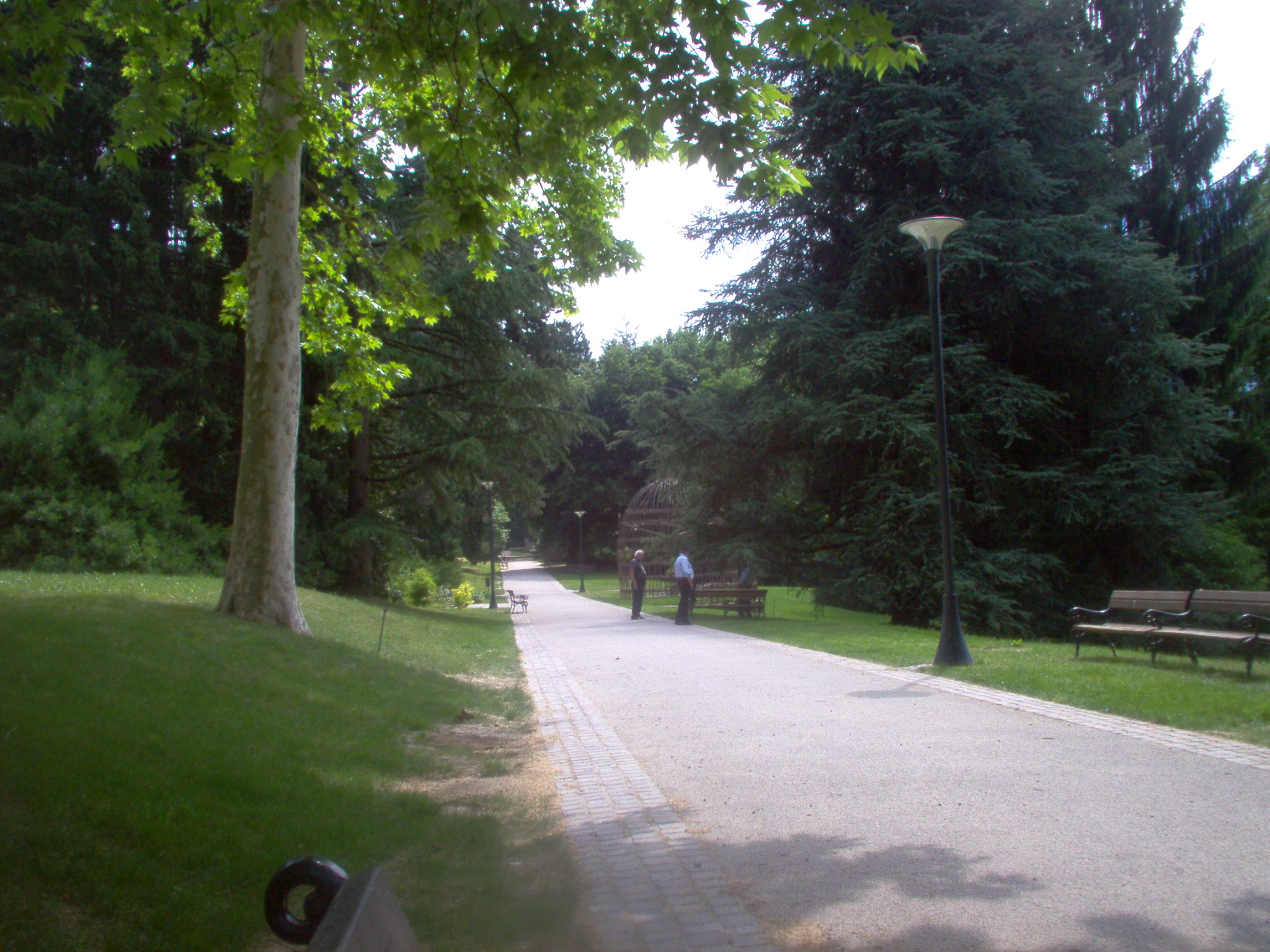
Parc de Levico

La cité comprend le plus grand parc historique de la province de Trente dans lequel on peut trouver 76 espèces d’arbres sur les 125 présents dans la région. Un endroit naturel, tranquille et plaisant à visiter qui est siège de l’habitation de la princesse Sissi.
Le parc, inauguré en 1905, a une superficie de 131 669 m2.

### Histoire du parc
L’histoire du parc commence en 1898, quand Giulio Adriano Pollacseck l’acheta pour 100 000 florins dans le but de construire un lieu thermal avec hôtel. En 1900, le jardinier dessina le parc et, de ce dessin, ressortit un grand jardin thermal avec allées de promenade, qui fut inauguré en 1905. À cette époque le parc fut agrémenté de thuyas géants et de la Villa Paradiso.
Il parc  est ouvert toute l’année et toute la journée.

## Nature et tourisme
Centre climatique et de villégiature de moyenne montagne, d’origine médiévale, connu pour ses sources d’eaux ferrugineuses, arsenicales, potables, dans une belle vallée de prés et de bois, entourée de hauts massifs montagneux.
Levico Terme s'adresse principalement aux personnes âgées et aux familles avec de jeunes enfants. Des soins thermaux, du vélo et des excursions dans la région sont possibles. Environ 50 restaurants et 30 hébergements sont à votre disposition.

## Administration
Jusqu’en 1969, la dénomination de la commune était Levico. (ISTAT - Unità amministrative, variazioni territoriali e di nome dal 1861 al 2000 -  (ISBN 8845805743))
Levico Terme se compose de six quartiers : Chiesa (nord-ouest), Furo (nord-est), Grande (sud-ouest) et Cortina (sud-est) pour le noyau principal de la commune, Oltrebrenta, qui comprend tous les hameaux au sud du fleuve (Barco, S.Giuliana, Quaere), et Selva. 
| Période                                  | Période  | Identité         | Étiquette         | Qualité |
| ---------------------------------------- | -------- | ---------------- | ----------------- | ------- |
| 9 mai 2005                               | En cours | Carlo Stefenelli | Civica Margherita |         |
| Les données manquantes sont à compléter. |          |                  |                   |         |

### Hameaux
Santa Giuliana, Barco, Campiello, Vetriolo, Selva, Quaere

### Communes limitrophes
Les communes limitrophes sont  Asiago, Borgo Valsugana, Caldonazzo, Frassilongo, Luserna, Novaledo, Pergine Valsugana, Rotzo, Tenna et Vignola-Falesina.

## Évolution démographique
Habitants recensés

## Jumelages
Hausham (Allemagne) depuis 1959